# 马应龙药业
马应龙药业集团股份有限公司（英语：Mayinglong Pharmaceutical Group Stock Co.,LTD.，简称马应龙，上交所：600993），是中国大陆一家以从事医药产业的上市公司，总部位于湖北省武汉市武昌区。马应龙于1582年（明朝万历年间）由马金堂在河北定州创办，最初生产眼药，后来南迁武汉。中华人民共和国成立后实行改制，即为现今的马应龙药业集团，现时生产的产品以肛肠用药为主。马应龙是中华人民共和国商务部首批认定的中华老字号企业之一。

## 历史
马应龙创始人马金堂，出生于河北定州，1582年开始在定州创业，生产眼药，定名定州眼药。其子马应龙继承父亲的家业，并将定州眼药更名为马应龙定州眼药。他的后裔马万兴则在北京前门开设药店，将眼药送到北京人面前，但是当时销路不太好，在他的坚持下，他生产出来的眼药在北京赢得了声誉。马万兴的后裔马岐山后来将他的药店南迁武汉。第二次国共内战前，马应龙眼药保持了对洋货的竞争力。
中华人民共和国成立后，马应龙实行了改制，先后改名了多次，目前使用的名称为马应龙药业集团。2004年5月17日，马应龙药业正式在上海证券交易所挂牌上市。

## 子公司
- 湖北天下明药业有限公司
- 马应龙国际医药发展有限公司
- 深圳大佛药业有限公司
- 湖北马应龙八宝生物科技有限公司
- 武汉马应龙达安基因诊断技术有限公司
- 武汉马应龙医药物流公司
- 马应龙连锁医院

1. 武汉马应龙肛肠医院
2. 北京马应龙长青肛肠医院
3. 南京马应龙丁氏肛肠医院
4. 西安肛肠医院
5. 沈阳马应龙兴华肛肠医院
6. 大同马应龙肛肠医院

## 主要产品
- 麝香痔疮栓
- 麝香痔疮膏